# Vormann Steffens
Die Vormann Steffens war ein Seenotkreuzer der 27,5-m-Klasse der Deutschen Gesellschaft zur Rettung Schiffbrüchiger (DGzRS).

## Allgemeines

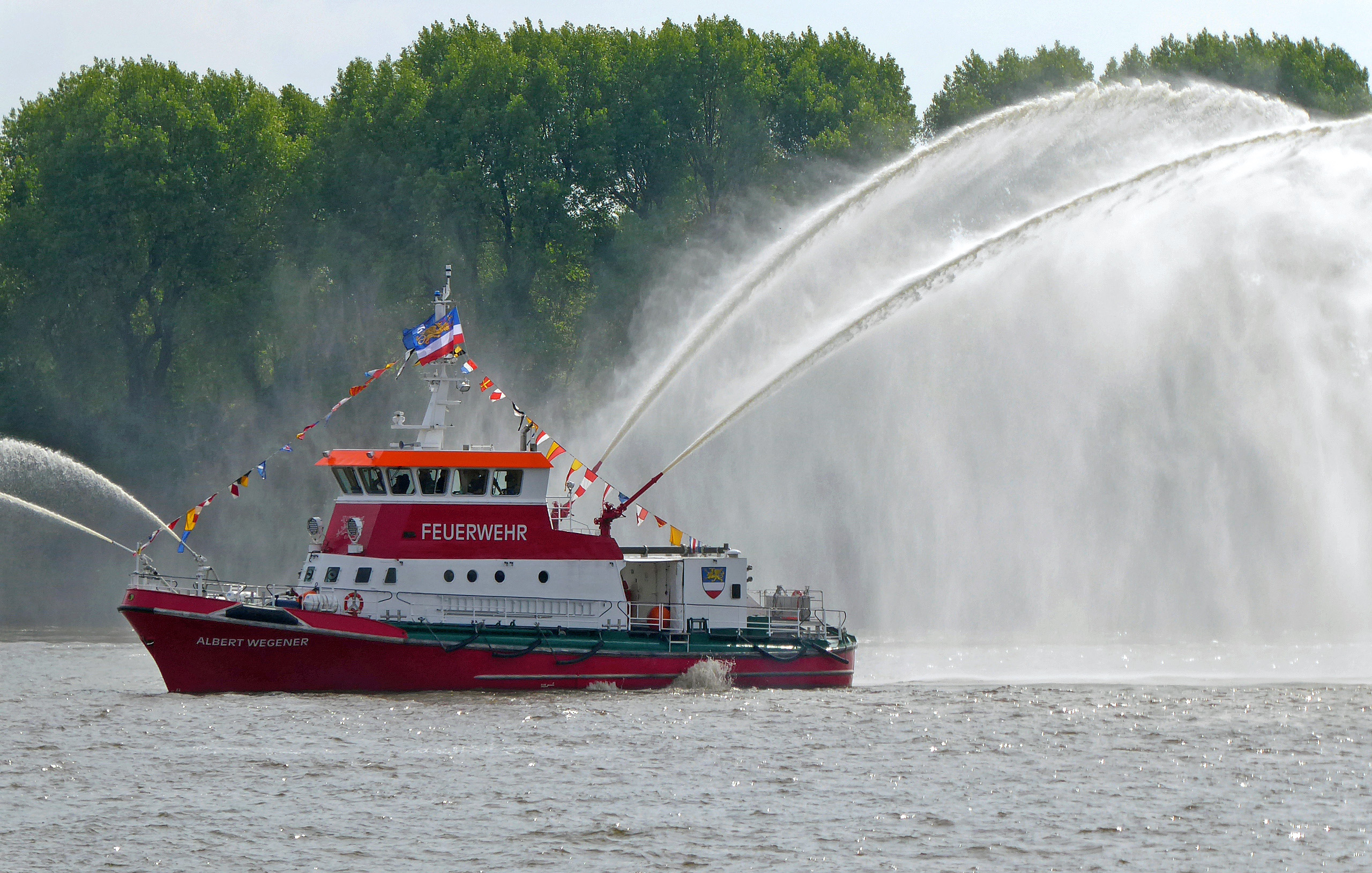
"Albert Wegener" beim Hafengeburtstag 2024 in Hamburg

Die Vormann Steffens wurde 1989 von der Schiffs- und Bootswerft Schweers in Bardenfleth unter der Baunummer 6473 gebaut. Die DGzRS-interne Bezeichnung lautet KRS 19. Das Tochterboot Adele (Baunummer 1061) hat die interne Bezeichnung KRT 19. Getauft wurde das Schiff am 22. April 1989 in Bremen-Vegesack, zu Ehren der Familie Steffens in Neuharlingersiel, aus deren Reihen seit 1873 immer wieder Vorleute und Rettungsmänner hervorgegangen sind. Das Tochterboot erhielt seinen Namen zu Ehren einer ungenannten Spenderin zu Gunsten der DGzRS.

## Stationierungen und Verbleib
Die Vormann Steffens war vom 12. Mai 1989 bis Dezember 1994 in Wilhelmshaven stationiert. Von Dezember 1994 bis November 2017 gehörte der Seenotkreuzer zur Station im Außenhafen von Hooksiel. Am 1. Dezember 2017 wurde er ausgemustert.
Das Schiff wurde an die Stadt Rostock verkauft, die es bis August 2018 auf der Tamsen-Werft für rund zwei Millionen Euro zu einem Feuerlöschboot mit dem Namen Albert Wegener umbauen ließ.
Das Löschboot ist am Anleger der Feuerwache See der Rostocker Berufsfeuerwehr im Stadtteil Groß Klein stationiert.
Das Tochterboot ist seit September 2018 neben dem Informationszentrum der DGzRS nahe dem Warnemünder Leuchtturm aufgestellt.

## Besonderheiten und Unfall
Die Vormann Steffens ist das einzige Schiff der 27,5-Meter-Klasse, das nicht auf der Vegesacker Lürssen-Werft, sondern auf der Schweers-Werft in Bardenfleth gebaut wurde. Sie hob sich im Ablieferungszustand von den zuvor gebauten Schwesterschiffen u. a. durch die in den Ecken weniger stark gerundeten Aufbaufenster ab. Bei den in den frühen 90er Jahren gelieferten Schwesterschiffen Arkona und Bremen fielen die Fensterecken indes abermals kantiger aus.
In der Nacht vom 20. auf den 21. August 1990 wurde die Vormann Steffens auf einer Einsatzfahrt in der Außenjade von einer Quersee erfasst und bis zur Schiffsmitte unter Wasser gedrückt, wobei backbordseitig die Fenster von Kombüse und Waschraum eingedrückt wurden. Beim Unfall ging der Seenotretter Dieter Steffens, ein Mitglied der namensgebenden Familie, über Bord, wurde aber nach 45 Minuten gefunden und überlebte.
Bei der anschließenden Instandsetzung auf der Bauwerft wurde das Waschraumfenster durch ein klassisches Bullauge ersetzt. Infolge der Erkenntnisse, die die DGzRS nach dem Unglück bzw. Wiederaufbau der Alfried Krupp im Jahre 1995 erlangen konnte, wurden die in der Nordsee stationierten Einheiten der 27,5-Meter-Klasse im Rahmen von Werftaufenthalten Ende der 1990er Jahre mit komplett neuen Deckshausfenstern versehen, wobei lediglich der untere Steuerstand großformatige Fenster aus Panzerglas erhielt, während im anschließenden Wohnbereich kleinere Bullaugen verbaut wurden, die bauartbedingt eine höhere Bruchstabilität aufweisen. Neben der Vormann Steffens war hiervon auch die in Cuxhaven stationierte Hermann Helms betroffen.
Der im gleichen Zusammenhang montierte Überrollkäfig mit Netzbespannung auf dem oberen Fahrstand hatte sich indes nicht bewährt und wurde um 2005 wieder demontiert.
Im Jahr 2002 wurde die Vormann Steffens als erstes Schiff ihrer Klasse mit einer neuen Bordelektronik versehen, wobei der untere Fahrstand umgestaltet wurde. Insbesondere Radar, elektronische Seekarte und die gesamten Bordkommunikationseinrichtungen wurden vollständig erneuert. Die Kosten übernahm die VR-Stiftung der Volksbanken und Raiffeisenbanken in Norddeutschland.